# Revista de la Sociedad Cubana de Botánica
Revista de la Sociedad Cubana de Botánica (abreviado Revista Soc. Cub. Bot.) fue una revista con ilustraciones y descripciones botánicas que fue editada por la Universidad de La Habana en Cuba durante los años 1944-1960, con el nombre de Revista de la Sociedad Cubana de Botanica; Órgano Oficial del Jardín Botanico de la Universidad de la Habana.